# Дюранти, Уолтер
Уо́лтер Дюра́нти (иногда — Вальтер; англ. Walter Duranty; 25 мая 1884, Ливерпуль, Англия, — 3 октября 1957, Орландо, Флорида, США) — американский журналист британского происхождения. С 1922 по 1936 годы — руководитель московского бюро The New York Times.

## Биография
После окончания колледжа Дюранти отправился в Париж. Во время Первой мировой войны он избежал службы в армии, так как работал репортёром. В 1919 году он был первым журналистом, который дал репортаж о Парижской мирной конференции. Затем он отправился в Ригу освещать события в недавно получивших независимость государствах Прибалтики. В 1921 году Дюранти отправился в РСФСР.
Постоянный корреспондент газеты «Нью-Йорк таймс» в Москве в 1919, 1921—1934 гг. В 1939—1941 год гг. — корреспондент в Японии и СССР от Североамериканского газетного альянса в Европе (North American Newspaper Alliance in Europe).
Лауреат Пулитцеровской премии 1932 года за написанную в 1931 году серию очерков о первой сталинской пятилетке и индустриализации в СССР.
Освещал московские процессы, оправдывая их необходимость и законность. В одной из своих книг описал проводы Льва Троцкого с московского вокзала в г. Алма-Ата, свидетелем которых он якобы был, не зная, что Троцкий был выслан в другой день и что Дюранти был свидетелем инсценировки с участием двойника. Находился в приятельских отношениях с Армандом Хаммером во время пребывания последнего в России в начале 1920-х годов. Являлся фактическим соавтором «автобиографии» Хаммера. В годы пребывания в СССР интервьюировал многих советских руководителей, в том числе дважды — И. В. Сталина. Л. М. Каганович считал Дюранти «самым умным из всех инкоров». В своей последней книге, «Сталин и компания», Дюранти снимает с советского вождя вину за совершавшиеся преступления, приписав их его кремлёвскому окружению — членам Политбюро.

### Карьера в Москве, 1922—1934
Дюранти переехал в Советский Союз в 1921 году. Во время отпуска во Франции в 1924 году левая нога Дюранти была повреждена в результате железнодорожной аварии. После операции хирург обнаружил гангрену, и нога была ампутирована. После выздоровления Дюранти возобновил свою работу в качестве журналиста в Советском Союзе. В годы НЭПа статьи Дюранти из Москвы не привлекли широкого внимания. Его статьи приобрели известность лишь в годы первой пятилетки.
В 1929 году Дюранти взял эксклюзивное интервью у Сталина, что значительно повысило его репутацию журналиста. Дюранти работал в Москве двенадцать лет, вплоть до возвращения в США в 1934 году. По контракту с The New York Times он был обязан проводить несколько месяцев в году в Москве. В это время Дюранти писал о показательных процессах в 1936—1938 годах.

### Взгляды на Советский Союз с 1931 года и далее
В серии статей 1931 года, за которые он получил Пулитцеровскую премию 1932 года за корреспонденцию, Дюранти утверждал, что русские являются «азиатами» в культурном отношении: они ценят общественные усилия и приветствуют авторитарное правление. Индивидуальность и частное предпринимательство, по мнению Дюранти, чужды для русского народа, так же как тирания и коммунизм неприемлемы для западного мира.
Неудачные попытки со времен Петра Великого применить западные идеалы в России были формой европейского колониализма, писал он, которая была окончательно сметена революцией 1917 года. Владимир Ленин и его новая экономическая политика были неудачами, запятнанными западной мыслью. Дюранти утверждал, что идеология Советского Союза в 1931 году сильно отличалась от образа, созданного идеями Карла Маркса. Дюранти писал: «Было бы правильнее называть принцип, существовавший в период сталинского правления, „сталинизмом“», который Дюранти рассматривал как комбинацию марксизма и ленинизма.
Репортажи Дюранти неоднократно подвергались острой критике за апологетику сталинской политики и за то, что он представлял советскую пропаганду как сведения, заслуживающие доверия.
Дюранти представлял Сталина как национального, «подлинно русского» диктатора, которого можно сравнить с Иваном Грозным, Такие же взгляды в то время имели место среди некоторых русских эмигрантов, таких как сменовеховцы, евразийцы и младороссы.
Сталин оценил позицию Дюранти, заявив, что тот пытался «рассказать правду о нашей стране».

### Сообщения о голоде 1932—1933 гг.
В «Нью-Йорк таймс» 31 марта 1933 года Уолтер Дюранти осудил сообщения о голоде в СССР. В частности, он выступил против Гарета Джонса, британского журналиста, который был свидетелем голода на Украине и выпустил широко опубликованный пресс-релиз о бедственном положении крестьян.
В статье, озаглавленной «Русские недоедают, но не голодают», Дюранти описал ситуацию следующим образом:
 На фоне дипломатического конфликта между Великобританией и Советским Союзом из-за ареста британских инженеров в британской газете появляется большая пугающая история о голоде в Советском Союзе (в которой пишется): «тысячи людей уже мертвы, а миллионам угрожает смерть от голода». 
23 августа 1933 года в другой статье New York Times Дюранти писал:
 Любое сообщение о голоде в России сегодня является преувеличением или злонамеренной пропагандой. Однако нехватка продовольствия в зернопроизводящих областях — на Украине, Северном Кавказе и в Поволжье, — действительно вызвала повышенную смертность.

Салли Дж. Тейлор, автор критической биографии Дюранти «Апологет Сталина», утверждает, что его репортажи из СССР были ключевым фактором в решении президента США Франклина Рузвельта 1933 года об официальном признании Советского Союза.
В 1934 году Дюранти покинул Москву и посетил Белый дом в компании советских официальных лиц, в том числе Литвинова. Он продолжал работать в качестве специального корреспондента The New York Times до 1940 года.
После 1940 года написал несколько книг о Советском Союзе. Его имя фигурировало в «списке Оруэлла», то есть тех, кого Оруэлл считал неподходящими в качестве возможных авторов для Департамента информационных исследований Министерства иностранных дел Великобритании из-за возможности того, что они слишком сочувствуют коммунизму или являются платными агентами СССР.

## Память
В 2003 году поднимался вопрос о том, чтобы посмертно аннулировать награждение Дюранти Пулитцеровской премией, поскольку его репортажи некритично воспроизводили сталинскую пропаганду, а кроме того он упорно и неоднократно отрицал голод на Украине 1932—1933 годов. При этом «Нью-Йорк Таймс» дистанцировалась от работ Дюранти. Пулитцеровский комитет в конечном счёте отклонил это требование, мотивировав это тем, что, хотя работа Дюранти «далека от нынешних стандартов зарубежной журналистики», однако не существует «ясных и убедительных доказательств преднамеренного обмана».

## В искусстве
В 2019 году вышел фильм-драма польского режиссёра Агнешки Холланд «Гарет Джонс», в котором показаны сложные взаимоотношения и разногласия между Гаретом Джонсом (Джеймс Нортон) и Уолтером Дюранти (Питер Сарсгаард).